# Maurice Debesse
Maurice Debesse   (Firminy, 19 de novembre de 1903 - Archamps, 18 de juliol de 1998) fou un pedagog i psicòleg francès que destacà, especialment, pels seus estudis sobre l'etapa de l'adolescència.

## Biografia
Possiblement el despertar del seu interès per la pedagogia s'inicià en substituir, com alumne avantatjat, al seu mestre, quan aquest va ser mobilitzat per anar a l'exèrcit durant la Primera Guerra Mundial. Estudià magisteri, entre 1919 i 1922 a l'Escola Normal de Montbrison, des d'on ingressà a l'Escola Normal Superior de Saint-Cloud (1923-1925). El 1927 va ser nomenat professor d'Història i Geografia a l'Escola Normal de Châlons-sur-Saône i, poc temps després, a la de Dijon.
Maurice Debesse fou deixeble d'Henri Walon a l'Institut de Psicologia. Es doctorà, el 1937, a la Universitat de la Sorbona de París amb una tesi principal dirigida per Henri Delacroix, titulada La crisi d'originalitat juvenil, i una tesi complementària titulada Com estudiar els adolescents. Examen de les confidències juvenils. Aquestes dos treballs causaren impacte en el clima europeu de renovació pedagògica d'entreguerres i foren obres bàsiques per l'estudi de la personalitat dels adolescents.
Debesse participà en la Segona Guerra Mundial i fou fet presoner pels alemanys. En acabar la guerra, fou nomenat professor de pedagogia i psicologia a la Universitat d'Estrasburg (1945-1956). Allà fundà l'Institut de Psicologia. Fou catedràtic de pedagogia des de 1957 a la Universitat de la Sorbona. Debesse defensava una concepció pluridisciplinar per a l'abordatge de l'educació ja que aquesta apareixia cada vegada més com una realitat complexa. És per això que era un ferm defensor de les Ciències de l'Educació. Va compaginar la seva tasca a la Sorbona amb cursos a la Universitat de Ginebra, a la Universitat Laval i a la Universitat de Mont-real. Així mateix realitzà viatges difonent les seves propostes per Europa, Amèrica del Nord i el Japó. Des de finals dels anys quaranta fins als anys setanta va ser un referent per a la pedagogia francesa.
Debesse rebé reconeixements i distincions com ara la Legió d'Honor, el 1955, l'Ordre de les Palmes Acadèmiques, el 1968, o el Premi Eugène-Carrière de l'Académie Française. Va ser nomenat doctor honoris causa de les Universitats de Gant i de Ginebra.

## Obres
- Essai sur la crise d'originalité juvénile, Paris: Librairie Félix Alcan, 1936
- Comment étudier les adolescents : examen critique des confidences juvéniles, 1937
- La Crise d'originalité juvénile, Paris: PUF, 1941
- L'Adolescence, Paris: PUF, col·l. «Que sais-je ?», no 102, 1942
- Les étapes de l'éducation, Paris: PUF, 1952
- La scolarisation de l'enfant et ses anomalies, Paris: SUDEL, 1953
- "Les méthodes pédagogiques" a: H. Piéron, (comp.). Traité de psychologie appliquée, t. IV. París: PUF. 1955
- La psychologie de l'enfant de la naissance à l’adolescence (Debesse director). París: Bourrellier. 1956
- .Traité des sciences pédagogiques (Debesse i G. Mialaret directors). 8 voloms. París: PUF.1969-1978